# Valerio Bacigalupo
Valerio Bacigalupo (Vado Ligure, Liguria, 12 de marzo de 1924-Turín, 4 de mayo de 1949) fue un futbolista italiano. Se desempeñaba en la posición de guardameta. Fue uno de los futbolistas que fallecieron en la Tragedia de Superga.

## Selección nacional
Fue internacional con la selección de fútbol de Italia en 5 ocasiones. Debutó el 14 de diciembre de 1947, en un encuentro amistoso ante la selección de Checoslovaquia que finalizó con marcador de 3-1 a favor de los italianos.

## Clubes
| Club            | País   | Año       |
| --------------- | ------ | --------- |
| Vado F. C.      | Italia | 1937-1941 |
| U. S. Cairese   | Italia | 1941-1942 |
| Savona F. B. C. | Italia | 1942-1943 |
| Génova C. F. C. | Italia | 1944      |
| Torino F. C.    | Italia | 1945-1949 |

## Palmarés

### Campeonatos nacionales
| Título  | Club         | País   | Año     |
| ------- | ------------ | ------ | ------- |
| Serie A | Torino F. C. | Italia | 1945-46 |
| Serie A | Torino F. C. | Italia | 1946-47 |
| Serie A | Torino F. C. | Italia | 1947-48 |
| Serie A | Torino F. C. | Italia | 1948-49 |